# Венский камерный оркестр
Венский камерный оркестр (нем. Wiener Kammerorchester) — австрийский камерный оркестр, базирующийся в Вене. Основан в 1946 г. Основная площадка оркестра — Венский Концертхаус.
В период руководства Филиппа Антремона в оркестре сложилась традиция исполнения концертов XVIII века с солистом в роли дирижёра. После отставки Антремона в 1991 г. он продолжает таким образом выступать с оркестром, получив звание почётного дирижёра оркестра; кроме того, таким же образом с Венским камерным оркестром выступали Иегуди Менухин, Хайнц Холлигер и другие.

## Музыкальные руководители
- Франц Личауэр (1946—1954)
- Генрих Хольрайзер (1955—1956)
- Пауль Ангерер (1956—1963)
- Карло Цекки (1964—1976)
- Филипп Антремон (1976—1991)
- Эрнст Ковачич (1996—1998)
- Кристоф Эберле (1999—2003)
- Генрих Шифф (2005—2008)
- Штефан Владар (с 2008 г.)